# Ferdinando Pierazzi
Ferdinando Pierazzi (Grosseto, 24 luglio 1898 – Bologna, 13 agosto 1937) è stato un politico italiano.

## Biografia
Laureato in giurisprudenza e proveniente da una famiglia di proprietari terrieri molto influente nel contado di Civitella Marittima, Pierazzi fu tra i primi maggiori esponenti dello squadrismo maremmano, iscrittosi al Partito Nazionale Fascista nel 1920 e guidando il manipolo grossetano alla marcia su Roma. Fu presidente della sezione del fascio di Civitella e primo segretario federale della provincia di Grosseto, nominato nel settembre 1921 a ventitré anni, ricoprendo più volte tale carica nel bienno 1923-1924 e dal 1925 all'aprile 1929.
Numerose furono le cariche che riuscì a ricoprire nella seconda metà degli anni venti: fu comandante della 98ª Legione MVSN di Grosseto (1923-1924); consigliere provinciale fino al 1926; commissario per le federazioni fasciste dell'Aquila (1926) e di Trento e Rovigo (1929). Pierazzi fu deputato alla Camera dei deputati per tre legislature (XXVII, XXVIII, XXIX). Dal 12 settembre 1929 al 19 luglio 1932 ricoprì la carica di Sottosegretario alle comunicazioni del governo Mussolini.
Nonostante l'ascesa a cariche nazionali, Pierazzi mantenne sempre una forte influenza sulla sua provincia d'appartenenza, partecipando attivamente alla vita politica e culturale grossetana. Nel 1923 aveva fondato il settimanale fascista «La Maremma», che fu il veicolo di propaganda che egli impose in tutta la provincia di Grosseto, con obbligo di abbonamento ai tesserati del partito. È stato notato che «la sua scalata al potere, probabilmente, poté giovarsi anche di un uso sapiente del nuovo linguaggio che s'impose nella comunicazione politica e nella propaganda. Uno dei terreni del suo impegno, fin dall'inizio, fu l'uso della cultura per la fascistizzazione, soprattutto rivolta ai giovani». La sua influenza sul territorio fu soprattutto politica; in più casi Pierazzi aveva imposto il suo volere nelle nomine a podestà dei comuni maremmani, selezionando uomini di sua fiducia: sono i casi di Tullio Gaggioli a Follonica, Giuseppe Ricciarelli a Castell'Azzara, Gioacchino Arienti all'Isola del Giglio, Igino Nardi a Castiglione della Pescaia e Guido Mossini a Magliano in Toscana; riuscì a fare impedire la nomina a podestà di Edgardo Ugurgieri a Castel del Piano per dodici anni. Nel 1928 elevò il suo paese, Civitella Marittima, a sede comunale, accorpando i preesistenti comuni di Pari e Paganico. Promosse la prima corsa automobilistica della Maremma, detta appunto Coppa Pierazzi, tuttora esistente.
Morì all'età di trentanove anni nel 1937 a causa di un incidente ferroviario.